# Mary Jane Watson
Mary Jane Watson-Parker, becenevén M.J. egy kitalált szereplő a Marvel Comics képregényeiben. A szereplőt Stan Lee és John Romita, id alkotta meg. Az Amazing Spider-Man 25. számától már voltak utalások a személyére és volt néhány futólagos megjelenése is, de arca csak a sorozat 42. számában, 1966 novemberében lepleződött le.
A vörös hajú, igéző zöld szemű nő felbukkanása óta Peter Parker, azaz a Pókember életének egyik meghatározó szereplőjévé, később pedig élete nagy szerelmévé vált. Mary Jane viszonylag ismeretlen múltjára az Amazing Spider-Man 259. számában és Gerry Conway Amazing Spider-Man: Parallel Lives című képregényalbumban derült fény.
Egyesek párhuzamot vélnek felfedezni a karakter neve és a szlengből jól ismert Mary Jane kifejezés között (Mary Jane - marijuana).A 2002-es Pókember filmben Kirsten Dunst vállalta el a szerepét.
A Marvel filmekben Michelle Jones (M.J.) a neve, a Pókember: Hazatérésben és a Pókember: Idegenben Zendaya Coleman játssza a karaktert.